# 扎南扎
扎南扎（英語：Zannanza，？—前1324年）即扎南扎王子，赫梯君主苏庇路里乌玛一世之子。埃及法老图坦卡蒙暴亡后，苏庇努里乌玛什一世应图坦卡蒙遗孀安开孙巴阿顿之请求而派遣他远赴埃及，
即企图通过联姻之形式达到赫梯控制埃及之目的。扎南扎在赴埃途中遭袭身亡，引发埃赫长期纷争。